# Râul Borzontul Mare
Râul Borzontul Mare (numit pe unele hărți și Râul Borzont) este un afluent al râului Mureș. Pe cursul său superior, râul este numit și Râul Putna. 

## Hărți
- Harta Județul Harghita